# Graenzenstein Béla
Graenzenstein Béla (Oravicabánya, 1847. augusztus 5. – Budapest, 1913. január 9.) országgyűlési képviselő, bánya- és kohómérnök, politikus.

## Életpályája
Ausztriában és Belgiumban tanulmányozta a vaskohászatot, szénbányászatot. 1870-ben elvégezte a selmecbányai bányászati akadémiát. Ezután a pénzügyminisztériumban dolgozott. 1881-től az állami vasgyárak újraszervezése, a vas- és acélbehozatal korlátozása, újabb gyártási ágak meghonosítása körül szerzett érdemeket. 1886. január 23-án, Bécsben miniszteri tanácsossá, és a dohányjövedéki központi igazgatóság főnökévé nevezték ki. Feladata a veszteséges dohányjövedék átszervezése és annak igazgatása volt. 1892–1896 között a facseti kerület országgyűlési képviselője; 1896–1906 között Oravicabánya országgyűlési képviselője volt. 1896-ban visszatért a pénzügyminisztériumba, ahol 1905-ig szolgált államtitkárként. 1905-ben valóságos belső tanácsossá nevezték ki.
Temetésére a Fiumei úti sírkertben került sor, sírhelye (19-1-31) jeltelen.

## Családja
Szülei: Graenzenstein Gusztáv magyar királyi pénzügyminiszteri osztályfőnök, államtitkár helyettes (1809–1870) és Szende Gabriella voltak (1821–1902).

## Díjai
- a Francia Becsületrend középkeresztje (1901)[10]